# Anita Zucker
Anita Zucker, née le 11 mai 1962, est la présidente de la holding  InterTech Group. Elle possède également les Stingrays de la Caroline du Sud et est une fervente philanthrope. En 2010, le Financial Times la place dans sa liste des 50 femmes d'affaires les plus puissantes du monde.

## Biographie
Anita Zucker est la fille de parents juifs immigrés aux États-Unis après la seconde guerre mondiale. Elle grandit à Jacksonville (Floride) et rencontre son mari Jerry au lycée. Elle le suit à l'université de Floride où elle obtient une  maîtrise Arts dans l'éducation, et son master d'administration et supervision dans l'éducation à l'université du Nord de la Floride. Elle a ensuite enseigné à l'école élémentaire pendant 10 ans,. Elle intègre ensuite la direction du développement des communautés au sein d'InterTech, groupe créé en 1983 par son mari.
En 2006, son mari Jerry est atteint d'un cancer, et meurt en 2008. Elle prend alors la direction d'InterTech Group, et son fils Jonathan en prend la présidence. Ils procèdent à la vente des magasins de la compagnie de la Baie d'Hudson achetée en 2006 par Jerry Zucker.
En 2014, elle fait un don total de $14 millions aux associations liées à l'éducation.

## Fortune
En juin 2016, le magazine Forbes lui attribue une fortune de $2,6 milliards.